# Ferdinand Boberg

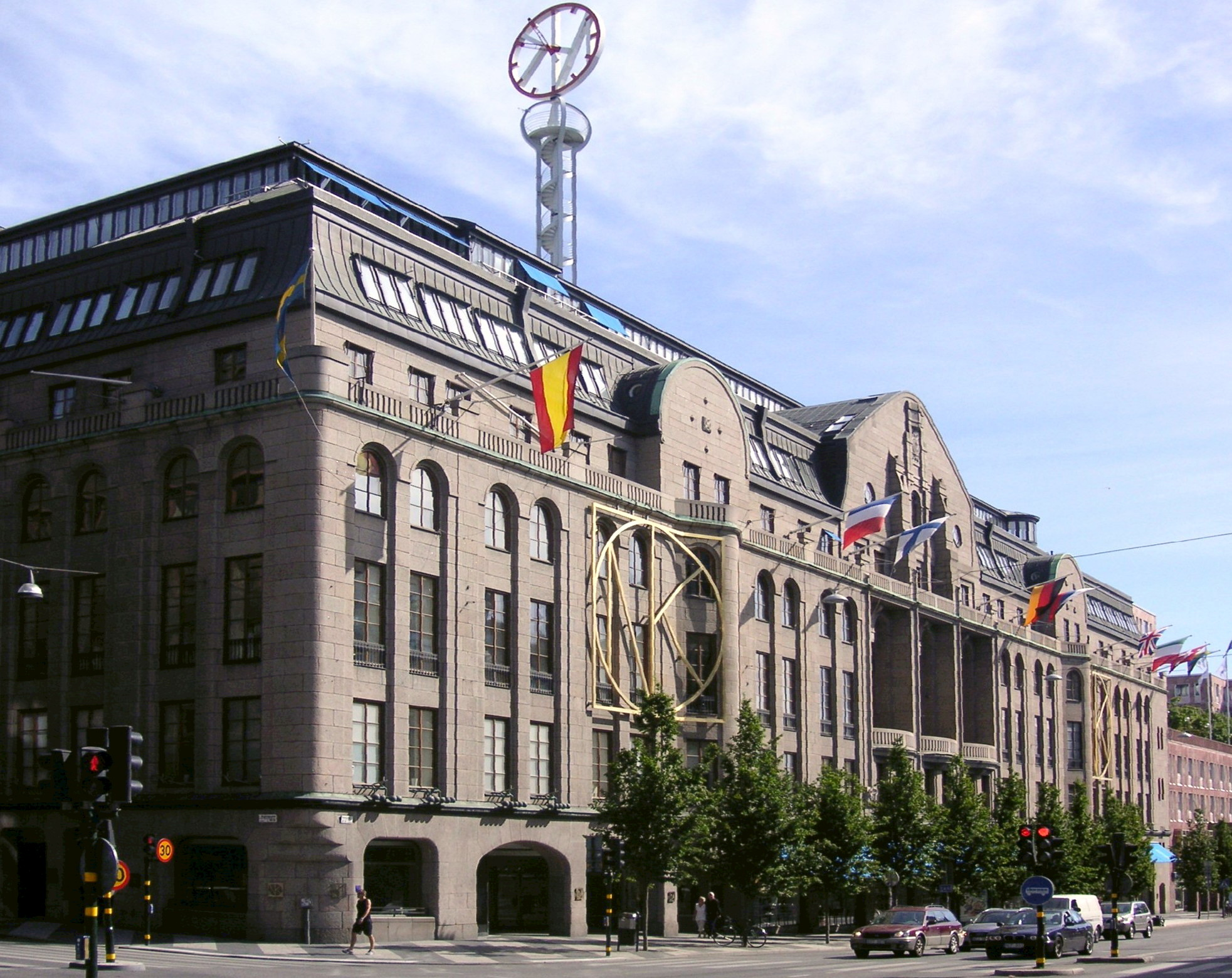
Nordiska Kompaniet a Stoccolma

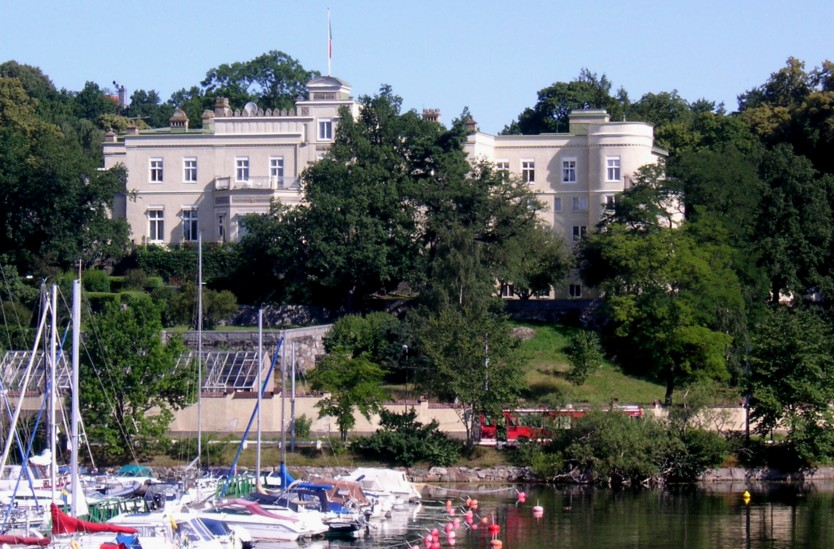
Oakhill: ambasciata italiana a Stoccolma

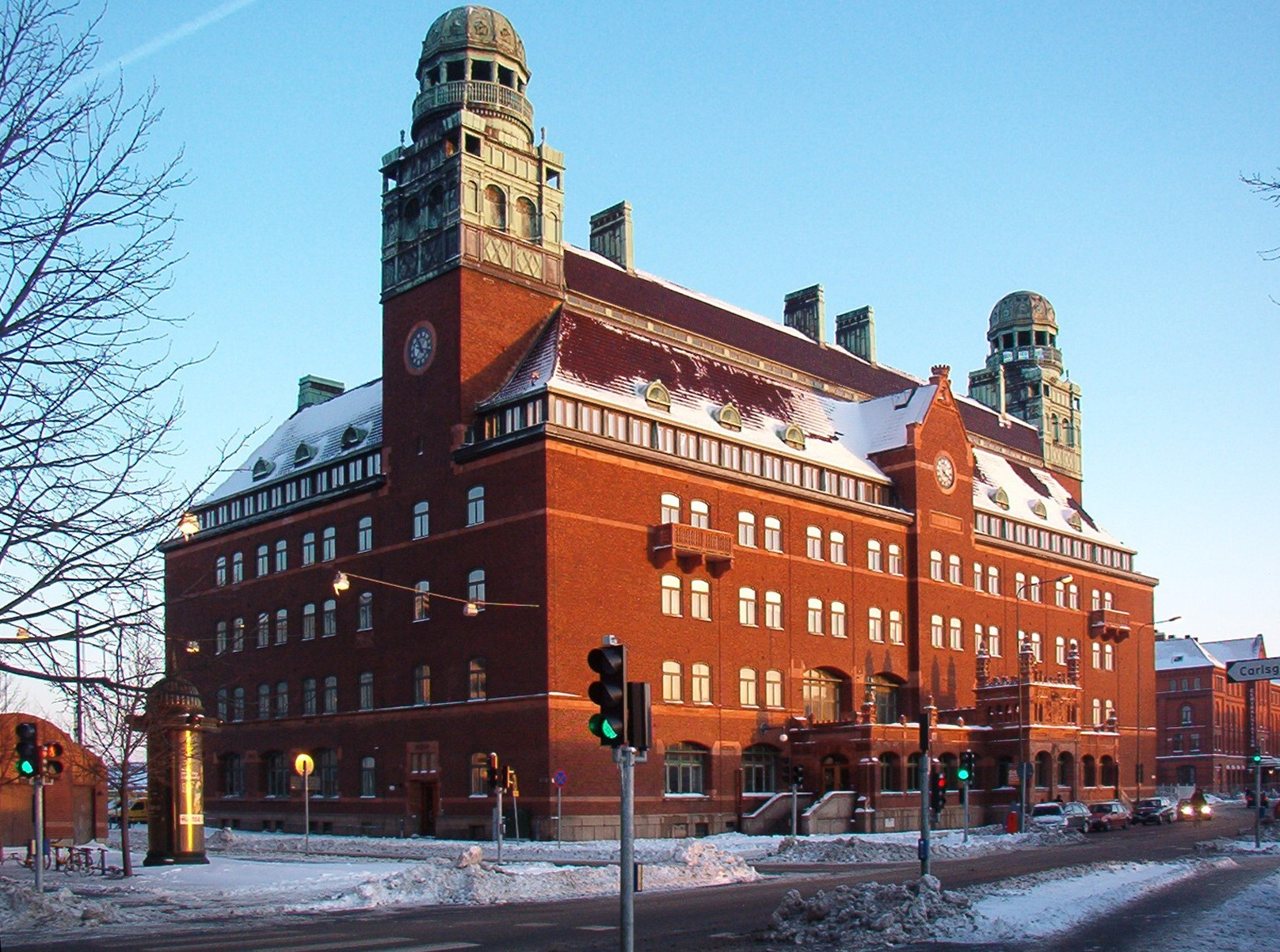
sede centrale delle poste a Malmö

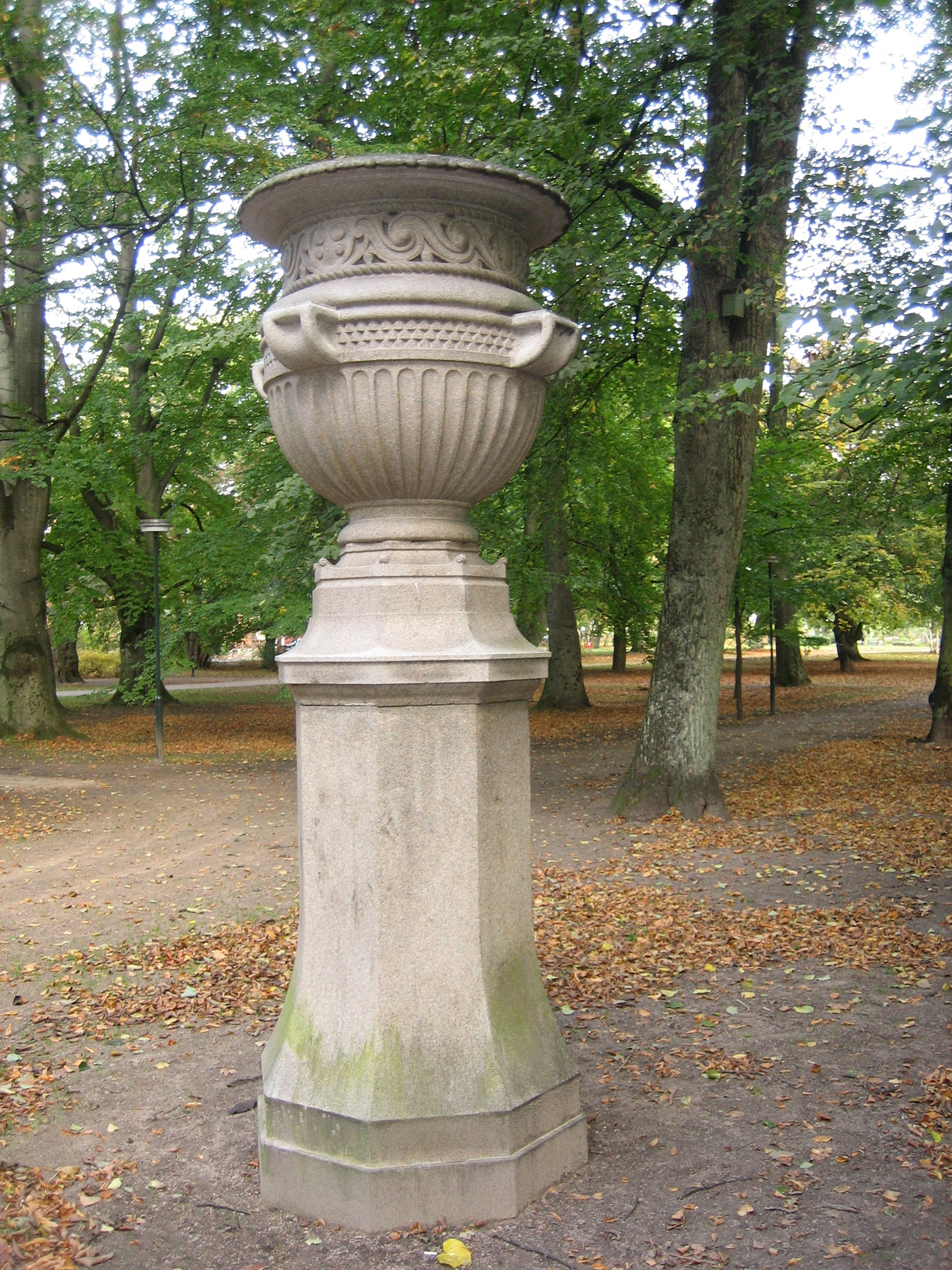
Söndrumsurnan a Halmstad

Gustaf Ferdinand Boberg (Falun, 11 aprile 1860 – Stoccolma, 7 maggio 1946) è stato un architetto svedese.

## Biografia
Gustaf Ferdinand Boberg era figlio di Lars Gustav Boberg, caposquadra in una miniera e Abigael Broberg, la madre aveva origini valloni. Frequentò le scuole superiori a Falun e dal 1878 studiò ingegneria meccanica presso l'Istituto reale di tecnologia a Stoccolma, il contatto con alcuni architetti e in particolare con Isak Gustaf Clason lo portò a cambiare indirizzo e dal 4 settembre 1882 all'estate del 1884 studiò presso la scuola di architettura della reale Accademia delle Belle Arti a Stoccolma.
Nel 1888 si sposò con Anna Scholander, figlia dell'architetto Fredrik Wilhelm Scholander e artista. Entrambi erano appassionati viaggiatori e fecero più di 100 viaggi all'estero, la maggior parte dei quali insieme.
Dal 1884 al 1890 fu architetto presso la sovrintendenza, dal 1906 al 1907 fu a capo del dipartimento edilizio della capitale svedese. 

## Lo stile e i progetti
Boberg iniziò la sua opera sotto l'influenza del realismo moderno, di questo periodo sono sia il suo primo progetto di grandi dimensioni, la caserma dei pompieri di Gävle (1890), sia diversi edifici funzionali successivi, il gasometro di Värtan (1892), il gasometro di Torsgatan (1905), gli edifici della centrale elettrica di Tulegatan (1905), di Värtan (1905), di Djurgården (1905) e di Söder (1905), tutti a Stoccolma.
Già nella caserma di Gävle Boberg si prende delle libertà espressive nei dettagli e nei decori con ornamenti di fantasia privi di modelli preesistenti. In linea con l'avvento dapprima del movimento romantico della fine del XIX secolo e poi con le sperimentazioni dello Jugendstil introduce fini elementi decorativi nel portale dell'altrimenti razionale e imponente struttura della centrale elettrica di Stoccolma creando quella che sarà la sua cifra stilistica futura, edifici imponenti e monumentali sui quali si sovrappongono come sottili filigrane motivi decorativi in pietra che richiamano la flora e la fauna locale.
Questo stile si ritrova sia negli edifici pubblici come il Rosenbad (1902), l'attuale sede del governo svedese e nella sede centrale delle poste a Vasagatan a Stoccolma (1904) sia in edifici privati progettati a Stoccolma come il Valdemarsudde del principe Eugenio (1904), il palazzo di Ernest Thiel (1905), la ristrutturazione del palazzo del principe Karl (1905), il palazzo del principe Wilhelm (1911) tutti esempi in cui imponenti edifici bianchi sembrano incastonati nel paesaggio naturale.
La tendenza all'esotismo dei progetti successivi trova una marcata espressione nel progetto del mai realizzato Palazzo Nobel (1910) e in forma minore nella Uppenbarelsekyrkan, la chiesa di Saltsjöbad (1913).
L'ultima grande opera di Boberg è la sede del grande magazzino Nordiska Kompaniet a Stoccolma (1915), in cui incorporò quanto acquisito sull'edilizia commerciale durante i viaggi negli Stati Uniti.

## Architettura espositiva
Boberg fu molto attivo nell'architettura espositiva, dopo l'esperienza come architetto responsabile dell'Esposizione generale d'arte e industriale di Stoccolma del 1897 in cui progettò numerose sale e padiglioni progettò il padiglione svedese all'Esposizione di Parigi del 1900, gli edifici e gli spazi della sezione svedese e di quella norvegese per Esposizione internazionale d'arte decorativa moderna a Torino nel 1902, e la sezione svedese all'Esposizione di arti applicate del 1908 a San Pietroburgo. 
Nel 1912 realizzò il padiglione svedese alla X Esposizione internazionale d'arte a Venezia, fu architetto responsabile dell'Esposizione di arte applicata di Stoccolma del 1909 e di quella baltica del 1914 a Malmö.
Fu attivo anche nel design, progettò mobili, tessuti e complementi di arredo per la Nordiska Kompaniet, realizzò inoltre diverse opere in argento, oro e smalto, rilegature di libri, ceramiche, opere in terracotta. 
Produsse inoltre una vastissima serie di disegni a carboncino, oltre 1200, ai quali si affiancano le oltre 2500 pagine di schizzi perlopiù dedicati ad edifici antichi e ai loro dettagli. La raccolta è conservata al Museo nazionale di Stoccolma. Incisore autodidatta, rimangono circa un'ottantina di opere.
Tra le pubblicazioni si ricordano le cinque serie (dal 1915 al 1919) dei "Stockholmsbilder från början af 1900-talet" e "Bilder från bruk och gruvor i Bergslagen" del 1921 riediti numerose volte.
Sia Ferdinand sia la moglie Anna, morta nel 1935, sono sepolti al Norra begravningsplatsen.

## Alcuni progetti (in ordine cronologico)
- Rosenborgshuset, Stoccolma (1883-1884)
- Bergööska huset, Hallsberg (1887-1889)
- Gävle fire station, Gävle (1890-1891)
- Brunkebergsverket, Stoccolma (1892)
- Grünewaldvillan, Saltsjöbaden (1893)
- Värtagasverket, (gasometro e edificio principale), Hjorthagen, Stoccolma (1893)
- Cedergrenska tornet, Stocksund, Stoccolma (1896)
- Villa Tallbacken, Djursholm (1896), costruito per l'artista Robert Thegerström
- Mosebacke water tower, Stoccolma (1896–97)
- Palazzo dell'ufficio centrale delle poste (Stoccolma) (1898-1903)
- LO-borgen, Norra Bantorget, Stoccolma (1899)
- Parkudden, Stoccolma (1899)
- Swedish Pavilion at the 1900 Paris World's Fair
- Poste centrali di Malmö (1900-1906)
- Tulestationen, Stoccolma (1902-1906)
- Katarina power station, Stoccolma (1903), ora è una moschea
- Värtaverket, Hjorthagen, Stoccolma (1903)
- Padiglione svedese per il St. Louis World's Fair nel 1904, trasferito a Lindsborg, Kansas
- Byström's villa, Djurgården, Stoccolma (1905)
- The Thiel Gallery, Djurgården, Stoccolma (1905), casa del banchierer Ernest Thiel, oggi è un museo d'arte
- Waldemarsudde, Djurgården (1905-1913), costruito per il principe Eugenio, anch'egli artista. Ora è un museo.
- NK-villan, costruito per il Konst och industriutställningen a Norrköping nel 1906, trasferito a Nyköping nel 1907
- Stora Tullhuset, Stoccolma (1906-1910)
- Nobelpalatset, Stoccolma (1906-1911)
- Villa Arneborg, Trosa (1907)
- Oakhill, Djurgården (1910)
- Uppenbarelsekyrkan, Saltsjöbaden (1913)
- Bjertorp slott, Varaslätten (1914)
- Margareta Pavilion al Baltic Exhibition del 1914 a Malmö
- Nordiska Kompaniet, Grande magazzino, Stoccolma (1915)
- Vintra, la propria abitazione a Djurgården dal 1903 al 1925